# 亚历山大·灿科夫
亞歷山大·佐洛夫·燦科夫（羅馬化：Aleksandar Tsolov Tsankov，1879年6月29日—1959年7月27日），是战间期保加利亚著名的法西斯 政治家。

## 生平
1910年起，燦科夫在索非亚大学擔任政治经济学教授。1923年6月，军方发动政变，燦科夫领導推翻斯塔姆博利伊斯基，稍後成为联合政府的领导人。 保加利亚共产党对農民黨抱持中立，而不是支持斯坦博利斯基，是政变成功的原因之一。 同年6月9日至1926年1月4日，燦科夫擔任保加利亚首相。此期间，燦科夫亦為民主聯盟领导人。1925年，聖週日教堂暗殺事件後，燦科夫宣布戒嚴，並取締共產黨。 燦科夫的行徑引起共产国际的谴责。
1925年10月，希腊入侵保加利亞，希臘因国联譴責，而未做久留。然而，此事件削弱了保加利亞的借款能力，導致燦科夫因財政危機被迫去職。
被排除在主流政治之外后，燦科夫开始轉向法西斯主义，并且成为了希特勒的追隨者。 1932年，燦科夫模仿纳粹党成立了人民社会运动。 儘管促成了聯合政府的分裂，但缺乏聯結派及納粹的支持，該黨在政治上無足輕重。 不過，1944年，納粹為對抗祖國陣線，燦科夫獲任为保加利亚流亡政府的首相。 雖說如此，但实際上，燦科夫卻是去信要求佩舍夫停止流放犹太人的反对派之一。战后，燦科夫逃往阿根廷。1959年，在布宜诺斯艾利斯去世。